# Crocus dalmaticus
Crocus dalmaticus là một loài thực vật có hoa trong họ Diên vĩ. Loài này được Vis. miêu tả khoa học đầu tiên năm 1842.